# Liste der Kulturdenkmäler in Heppenheim (Bergstraße)
Die folgende Liste enthält die in der Denkmaltopographie ausgewiesenen Kulturdenkmäler auf dem Gebiet  der  Stadt Heppenheim, Landkreis Bergstraße, Hessen.
Hinweis: Die Reihenfolge der Denkmäler in dieser Liste orientiert sich zunächst an Stadtteilen und anschließend der Anschrift, alternativ ist sie auch nach der Bezeichnung, der vom Landesamt für Denkmalpflege vergebenen Nummer oder der Bauzeit sortierbar.
Kulturdenkmäler werden fortlaufend im Denkmalverzeichnis des Landes Hessen durch das Landesamt für Denkmalpflege Hessen auf Basis des Hessischen Denkmalschutzgesetzes (HDSchG) geführt. Die Schutzwürdigkeit eines Kulturdenkmals hängt nicht von der Eintragung in das Denkmalverzeichnis des Landes Hessen oder der Veröffentlichung in der Denkmaltopographie ab.

Das Vorhandensein oder Fehlen eines Objekts in dieser Liste ist keine rechtsverbindliche Auskunft darüber, ob es Kulturdenkmal ist oder nicht: Diese Liste entspricht möglicherweise nicht dem aktuellen Stand der offiziellen Denkmaltopographie. Diese ist für Hessen in den entsprechenden Bänden der Denkmaltopographie Bundesrepublik Deutschland und im Internet unter DenkXweb – Kulturdenkmäler in Hessen einsehbar. Auch diese Quellen sind, obwohl sie durch das Landesamt für Denkmalpflege Hessen aktualisiert werden, nicht immer aktuell, da es im Denkmalbestand immer wieder Änderungen gibt.
Eine verbindliche Auskunft erteilt allein das Landesamt für Denkmalpflege Hessen.
Nutze diese Kartenansicht, um Koordinaten in der Liste zu setzen. In dieser Kartenansicht sind Kulturdenkmale ohne Koordinaten mit einem roten bzw. orangen Marker dargestellt und können in der Karte gesetzt werden. Kulturdenkmale ohne Bild sind mit einem blauen bzw. roten Marker gekennzeichnet, Kulturdenkmale mit Bild mit einem grünen bzw. orangen Marker.
Diese Liste wurde mit Stand 1. April 2016 aus Daten des DenkXweb erzeugt.

## Kulturdenkmäler nach Ortsteilen

### Heppenheim
| Bild                                                                | Bezeichnung                                                               | Lage | Beschreibung | Bauzeit                                                                                     | Objekt-Nr. |
| ------------------------------------------------------------------- | ------------------------------------------------------------------------- | --- | --- | ------------------------------------------------------------------------------------------- | ---------- |
| Am Landberg                                                         | Landberg                                                                  | Am Landberg LageFlur: 7, Flurstück: 404 | |                                                                                             | 30202 DDB  |
| Weinbergshäuschen „Philippinenruhe“                                 | Weinbergs- und Aussichtspavillon                                          | Am Steinkopf 35, Auf der Krück, Im Steinkopf LageFlur: 7, Flurstück: 54/1, 90, 91, 135/2, 136–138, 139/1–3, 140–143, 144/1                                                                                            | | um 1840 (Weinbergshäuschen „Philippinenruhe“), 1906 (Aussichtspavillon „Steinkopfhäuschen“) | 30459 DDB  |
| Marienkapelle                                                       | Marienkapelle                                                             | Am Weißen Rain 67 LageFlur: 6, Flurstück: 570 | | 18. Jh.                                                                                     | 30269 DDB  |
| Eckhaus                                                             | Eckhaus                                                                   | Amtsgasse 3 LageFlur: 1, Flurstück: 635 | Zweigeschossiges Eckhaus | 1. Hälfte des 18. Jahrhunderts                                                              | 30533 DDB  |
|                                                                     |                                                                           | Amtsgasse 4 LageFlur: 1, Flurstück: 632 | | um 1750                                                                                     | 30534 DDB  |
| Ehemaliger Kurmainzer Amtshof                                       | Ehemaliger Kurmainzer Amtshof                                             | Amtsgasse 5 LageFlur: 1, Flurstück: 516, 517/3 | |                                                                                             | 30204 DDB  |
| Haus Vock                                                           | Haus Vock                                                                 | Amtsgasse 8 LageFlur: 1, Flurstück: 521/1 | | um 1480                                                                                     | 30491 DDB  |
|                                                                     |                                                                           | Amtsgasse 10 LageFlur: 1, Flurstück: 523/1 | | um 1750                                                                                     | 30535 DDB  |
| Bild gesucht BW                                                     | Gesamtanlage Altstadtkern mit Unterer und Oberer Vorstadt und Schlossberg | Amtsgasse, Bensheimer Weg, Bogengasse, Bosengasse… Lage | |                                                                                             | 30471 DDB  |
| Bahnhofstraße 22                                                    |                                                                           | Bahnhofstraße 22 LageFlur: 20, Flurstück: 84/14, 84/15 | | um 1890                                                                                     | 30205 DDB  |
| Maria-Hilf-Kapelle, Werlekreuz                                      | Maria-Hilf-Kapelle, Werlekreuz                                            | Bensheimer Weg, Darmstädter Straße LageFlur: 1, Flurstück: 188 | | 1707 (Kapelle), 1738 (Kreuz)                                                                | 30219 DDB  |
| Bild gesucht BW                                                     | Türsturz                                                                  | Bensheimer Weg 1 LageFlur: 1, Flurstück: 203 | |                                                                                             | 30206 DDB  |
| Marienkapelle                                                       | Marienkapelle                                                             | Bensheimer Weg 17 LageFlur: 6, Flurstück: 152/2 | | 1932                                                                                        | 30207 DDB  |
| Pfarrhaus                                                           | Pfarrhaus                                                                 | Bensheimer Weg 25 LageFlur: 6, Flurstück: 163/2 | | 1902                                                                                        | 30208 DDB  |
| Bensheimer Weg 26                                                   |                                                                           | Bensheimer Weg 26 LageFlur: 1, Flurstück: 191/3 | | um 1900                                                                                     | 30209 DDB  |
| Bild gesucht BW                                                     | Gesamtanlage nördliches Siedlungsgebiet                                   | Bensheimer Weg, Heinrichstraße, Hermannstraße Lage | |                                                                                             | 30359 DDB  |
| Bild gesucht BW                                                     | Mönchsturm                                                                | Bogengasse 5 / 7 LageFlur: 1, Flurstück: 568/2, 569/1 | | 12. Jahrhundert (unterer gemauerter Teil)                                                   | 30211 DDB  |
| Bild gesucht BW                                                     |                                                                           | Bogengasse 6 / 8 LageFlur: 1, Flurstück: 573/1 | | um 1750                                                                                     | 30210 DDB  |
| Bild gesucht BW                                                     |                                                                           | Bogengasse 11 LageFlur: 1, Flurstück: 571 | | um 1730                                                                                     | 30537 DDB  |
|                                                                     |                                                                           | Bosengasse 4 LageFlur: 2, Flurstück: 257/1 | | 1564/65                                                                                     | 30213 DDB  |
| Bild gesucht BW                                                     | Ehemaliges jüdisches Frauenbad                                            | Bosengasse 11 / 8 / 9, Liesengasse 5 LageFlur: 2, Flurstück: 246, 259, 717/1, 717/2 | Ein bescheidenes, eingeschossiges Häuschen mit Walmdach, Kulturdenkmal aus geschichtlichen und wissenschaftlichen Gründen. | 1842                                                                                        | 30214 DDB  |
| Bild gesucht BW                                                     | Gesamtanlage Briefelstraße                                                | Briefelstraße, Niedermühlstraße, Wiegandstraße Lage | |                                                                                             | 30353 DDB  |
| Hessenbrunnen                                                       | Hessenbrunnen                                                             | Burggut LageFlur: 5, Flurstück: 2/2 | | 1689                                                                                        | 30333 DDB  |
| Streitstein                                                         | Streitstein                                                               | Darmstädter Straße (B 3) LageFlur: 10, Flurstück: 194/44 | | 1600                                                                                        | 30506 DDB  |
| weitere Bilder                                                      |                                                                           | Darmstädter Straße 2 / 4 / 6 LageFlur: 1, Flurstück: 168/8, 168/9, 168/10 | | 1927                                                                                        | 30215 DDB  |
| weitere Bilder                                                      |                                                                           | Darmstädter Straße 12 / 14 LageFlur: 1, Flurstück: 170/8, 179/1 | | um 1925                                                                                     | 30216 DDB  |
|                                                                     |                                                                           | Darmstädter Straße 16 LageFlur: 1, Flurstück: 180/2 | | 1920                                                                                        | 30538 DDB  |
| weitere Bilder                                                      | Ev. Heilig-Geist-Kirche                                                   | Darmstädter Straße 19 LageFlur: 1, Flurstück: 261/13 | | 1888                                                                                        | 30217 DDB  |
| Landhaus Metzendorf                                                 | Landhaus Metzendorf                                                       | Darmstädter Straße 21 LageFlur: 1, Flurstück: 261/12 | | 1903                                                                                        | 30539 DDB  |
| Darmstädter Straße 22                                               |                                                                           | Darmstädter Straße 22 LageFlur: 1, Flurstück: 184/6 | | um 1890                                                                                     | 30218 DDB  |
| Darmstädter Straße 27                                               |                                                                           | Darmstädter Straße 27 LageFlur: 1, Flurstück: 189/4 | | um 1920                                                                                     | 30540 DDB  |
|                                                                     |                                                                           | Darmstädter Straße 45 LageFlur: 6, Flurstück: 273/4 | | um 1920                                                                                     | 30220 DDB  |
|                                                                     |                                                                           | Darmstädter Straße 53, Am Schloßberg 2a LageFlur: 6, Flurstück: 551/1, 551/2 | | um 1930                                                                                     | 30221 DDB  |
| Ehemaliger Schlachthof                                              | Ehemaliger Schlachthof                                                    | Darmstädter Straße 69 / 69a LageFlur: 6, Flurstück: 242/6 | | 1895                                                                                        | 30222 DDB  |
| weitere Bilder                                                      | Staatsweingut Rebmuttergarten                                             | Darmstädter Straße 133, Im Landberg LageFlur: 7, Flurstück: 500/1, 552/1 | | 1927/28                                                                                     | 30223 DDB  |
| Gute-Zeit-böse-Zeit-Brunnen                                         | Gute-Zeit-böse-Zeit-Brunnen                                               | Eckweg LageFlur: 9, Flurstück: 12/1 | | 1930                                                                                        | 30224 DDB  |
| Ehemalige Lohsche Mühle                                             | Ehemalige Lohsche Mühle                                                   | Erbacher Tal 15 LageFlur: 50, Flurstück: 172/1 | | 1807                                                                                        | 30225 DDB  |
| Ernst-Ludwig-Straße 2                                               |                                                                           | Ernst-Ludwig-Straße 2 LageFlur: 50, Flurstück: 80/1, 81/1 | | 1896                                                                                        | 30226 DDB  |
| Ernst-Ludwig-Straße 5                                               |                                                                           | Ernst-Ludwig-Straße 5 LageFlur: 50, Flurstück: 71/8 | | um 1905                                                                                     | 30227 DDB  |
| Ernst-Ludwig-Straße 10                                              |                                                                           | Ernst-Ludwig-Straße 10 LageFlur: 50, Flurstück: 86/12 | | 1903                                                                                        | 30228 DDB  |
| Ernst-Ludwig-Straße 12                                              |                                                                           | Ernst-Ludwig-Straße 12 LageFlur: 50, Flurstück: 86/9 | | um 1914                                                                                     | 30229 DDB  |
| Villa Höhn                                                          | Villa Höhn                                                                | Ernst-Ludwig-Straße 14 LageFlur: 50, Flurstück: 88/2 | | 1904/05                                                                                     | 30541 DDB  |
| Ernst-Ludwig-Straße 16                                              |                                                                           | Ernst-Ludwig-Straße 16 LageFlur: 50, Flurstück: 89/4 | | 1905                                                                                        | 30230 DDB  |
| Ernst-Ludwig-Straße 18                                              |                                                                           | Ernst-Ludwig-Straße 18 LageFlur: 50, Flurstück: 92/5 | | um 1912                                                                                     | 30231 DDB  |
| Bild gesucht BW                                                     | Gesamtanlage südöstliches Villengebiet (Höhnsches Viertel)                | Ernst-Ludwig-Straße, Merianstraße Lage | |                                                                                             | 30356 DDB  |
| weitere Bilder                                                      | Postamt                                                                   | Ernst-Schneider-Straße 1 LageFlur: 1, Flurstück: 161/1 | | 1890/91                                                                                     | 30314 DDB  |
| weitere Bilder                                                      |                                                                           | Ernst-Schneider-Straße 2 LageFlur: 1, Flurstück: 152/1 | | um 1700                                                                                     | 30542 DDB  |
| Fischweiher 19                                                      |                                                                           | Fischweiher 19 LageFlur: 4, Flurstück: 7/2 | | 1836                                                                                        | 30234 DDB  |
| Bild gesucht BW                                                     |                                                                           | Fischweiher 21 LageFlur: 4, Flurstück: 8/2 | | ca. 1750                                                                                    | 30235 DDB  |
| Fischweiherbrunnen                                                  | Fischweiherbrunnen                                                        | Fischweiher 26 LageFlur: 4, Flurstück: 49 | |                                                                                             | 30236 DDB  |
| Fischweiher 28                                                      |                                                                           | Fischweiher 28 LageFlur: 4, Flurstück: 48/1 | | um 1810                                                                                     | 30237 DDB  |
| weitere Bilder                                                      | Alter Friedhof                                                            | Friedhof, Am Friedhof 1, Laudenbacher Tor 20 LageFlur: 1, 49, Flurstück: 1/1, 1/2, 1/4, 68/1 | | 1676                                                                                        | 30203 DDB  |
| Ketteler Kinderheim                                                 | Ketteler Kinderheim                                                       | Friedrich-Ebert-Straße 8, Pestalozzistraße 2 / 2A LageFlur: 1, Flurstück: 167/7, 168/32 | | 1928                                                                                        | 30543 DDB  |
| Friedrich-Ebert-Straße 10                                           |                                                                           | Friedrich-Ebert-Straße 10 LageFlur: 20, Flurstück: 63/1 | | um 1930                                                                                     | 30238 DDB  |
| Ehemaliges Gasthaus „Zum Landgrafen von Hessen“                     | Ehemaliges Gasthaus „Zum Landgrafen von Hessen“                           | Friedrich-Ebert-Straße 40 LageFlur: 20, Flurstück: 65/21 | | 1903                                                                                        | 30461 DDB  |
| Bild gesucht BW                                                     | Stadtbachgewölbe                                                          | Friedrichstraße LageFlur: 1, 20, Flurstück: 716/58, 716/59, 716/63, 727/15, 738/24, 162/2 | | 1860                                                                                        | 30239 DDB  |
| Friedrichstraße 4                                                   |                                                                           | Friedrichstraße 4 LageFlur: 1, Flurstück: 351/1 | | 1613                                                                                        | 30544 DDB  |
| Friedrichstraße 8                                                   | Ehemalige Rodensteiner Höfe                                               | Friedrichstraße 6 / 8, Graben LageFlur: 1, Flurstück: 352/2, 353/3, 369/6 | | um 1600                                                                                     | 30240 DDB  |
| weitere Bilder                                                      | Sachteil Obergeschossfassade                                              | Friedrichstraße 10 / 12 LageFlur: 1, Flurstück: 355/4 | | um 1600                                                                                     | 30462 DDB  |
| Ehemaliges Kaufhaus Mainzer                                         | Ehemaliges Kaufhaus Mainzer                                               | Friedrichstraße 21 LageFlur: 1, Flurstück: 292/1 | | 1906                                                                                        | 30545 DDB  |
| Friedrichstraße 24                                                  |                                                                           | Friedrichstraße 24 LageFlur: 1, Flurstück: 119 | | um 1888                                                                                     | 30241 DDB  |
| Friedrichstraße 32                                                  |                                                                           | Friedrichstraße 32 LageFlur: 1, Flurstück: 125/1 | | um 1888                                                                                     | 30242 DDB  |
| Friedrichstraße 36                                                  |                                                                           | Friedrichstraße 36 LageFlur: 1, Flurstück: 126/17 | | um 1888                                                                                     | 30243 DDB  |
| weitere Bilder                                                      | Transformatorenhäuschen                                                   | Graben 3 LageFlur: 1, Flurstück: 350/5 | | um 1910                                                                                     | 30244 DDB  |
| Ehemaliges katholisches Gesellenhaus, Vereinshaus                   | Ehemaliges katholisches Gesellenhaus, Vereinshaus                         | Graben 5 LageFlur: 1, Flurstück: 370 | | 1873                                                                                        | 404392 DDB |
| Graben 7                                                            |                                                                           | Graben 7 LageFlur: 1, Flurstück: 371/5 | | um 1897/98                                                                                  | 30245 DDB  |
| Bild gesucht BW                                                     | Stadtmauer                                                                | Graben 14 / 16 / 18 / 20 / 22, Winzerhof, Schunkengasse, Hinterer Graben 1, Hinterer Graben LageFlur: 1, Flurstück: 406/1, 409/2, 410/2, 411, 412/1, 413/3, 520/2–4, 580/3, 581/2, 593/3, 711/1, 712/1, 712/4, 721/15 | |                                                                                             | 30503 DDB  |
| Graf-von-Galen-Straße 1                                             |                                                                           | Graf-von-Galen-Straße 1 LageFlur: 21, Flurstück: 45/2 | | um 1920                                                                                     | 30548 DDB  |
| Graf-von-Galen-Straße 7                                             |                                                                           | Graf-von-Galen-Straße 7 LageFlur: 21, Flurstück: 46/7 | | 1905                                                                                        | 30549 DDB  |
| Graf-von-Galen-Straße 10                                            |                                                                           | Graf-von-Galen-Straße 10 LageFlur: 21, Flurstück: 48/9 | | um 1905                                                                                     | 30550 DDB  |
| Ehemaliges Rentamt (Finanzamt)                                      | Ehemaliges Rentamt (Finanzamt)                                            | Graf-von-Galen-Straße 12 LageFlur: 21, Flurstück: 61/1 | | 1906                                                                                        | 30551 DDB  |
| Graf-von-Galen-Straße 13                                            |                                                                           | Graf-von-Galen-Straße 13 LageFlur: 21, Flurstück: 78/1 | | um 1910                                                                                     | 30248 DDB  |
| Graf-von-Galen-Straße 15                                            |                                                                           | Graf-von-Galen-Straße 15 LageFlur: 21, Flurstück: 80/3 | | 1928                                                                                        | 30175 DDB  |
| Graf-von-Galen-Straße 16                                            |                                                                           | Graf-von-Galen-Straße 16 LageFlur: 21, Flurstück: 63/10 | | 1910                                                                                        | 30552 DDB  |
| Graf-von-Galen-Straße 20                                            |                                                                           | Graf-von-Galen-Straße 20 LageFlur: 21, Flurstück: 63/5 | | um 1910                                                                                     | 30553 DDB  |
| Bild gesucht BW                                                     | Gesamtanlage südwestliches Villengebiet                                   | Graf-von-Galen-Straße, Hagenstraße, Karl-Marx-Straße, Karlstraße, Liebigstraße… Lage | |                                                                                             | 30357 DDB  |
| weitere Bilder                                                      | Marktbrunnen                                                              | Großer Markt LageFlur: 1, Flurstück: 721/10 | | 1755                                                                                        | 30259 DDB  |
| weitere Bilder                                                      | Rathaus                                                                   | Großer Markt 1 LageFlur: 1, Flurstück: 623 | | 1551 (Erdgeschoß), 1705/06                                                                  | 30249 DDB  |
| weitere Bilder                                                      | Gasthaus „Goldener Engel“                                                 | Großer Markt 2 LageFlur: 1, Flurstück: 618 | | um 1700                                                                                     | 30250 DDB  |
| Großer Markt 3                                                      |                                                                           | Großer Markt 3 LageFlur: 1, Flurstück: 605/1 | | um 1750                                                                                     | 30251 DDB  |
| Ehemaliger Darmstädter Hof                                          | Ehemaliger Darmstädter Hof                                                | Großer Markt 4 LageFlur: 1, Flurstück: 583/1 | | um 1780                                                                                     | 30252 DDB  |
| weitere Bilder                                                      | Liebig-Apotheke                                                           | Großer Markt 5 LageFlur: 1, Flurstück: 624/2 | | 1708 auf Erdgeschoß von 1577 wiederaufgebaut                                                | 30253 DDB  |
|                                                                     |                                                                           | Großer Markt 5a LageFlur: 1, Flurstück: 624/3 | | 1910                                                                                        | 30254 DDB  |
| weitere Bilder                                                      |                                                                           | Großer Markt 6 LageFlur: 1, Flurstück: 625 | | 1702                                                                                        | 30255 DDB  |
| Großer Markt 7                                                      |                                                                           | Großer Markt 7 LageFlur: 1, Flurstück: 638/1 | | um 1730                                                                                     | 30256 DDB  |
| Großer Markt 8                                                      |                                                                           | Großer Markt 8, Großer Markt LageFlur: 1, Flurstück: 639/1, 721/10 | | um 1700                                                                                     | 30257 DDB  |
| weitere Bilder                                                      | Haus Nack                                                                 | Großer Markt 9 LageFlur: 1, Flurstück: 668 | | 1892                                                                                        | 30258 DDB  |
| weitere Bilder                                                      | Parkanlage mit Ehrenmäler                                                 | Gräffstraße LageFlur: 1, Flurstück: 733/2 | Die Ehrenmalanlage der Stadt Heppenheim ist eine Grünfläche zwischen Graben und Gräffstraße. Hier sind eine Reihe von Ehrenmälern aufgestellt: Das Ehrenmal für den Deutsch-Französischen Krieg, den Ersten Weltkrieg, das Vertriebenendenkmal, der Gedenkstein für die gefallenen osteuropäischen Soldaten. An der Mauer sind Gedenksteine für die Revolution von 1848 und der Schlangenstein eingelassen. |                                                                                             | 30246 DDB  |
| Gräffstraße 3                                                       |                                                                           | Gräffstraße 3 LageFlur: 1, Flurstück: 401/3 | | 1819                                                                                        | 30546 DDB  |
| weitere Bilder                                                      | Landratsamt, ehemalige Amtskellerei                                       | Gräffstraße 5, Gräffstraße LageFlur: 1, Flurstück: 607/7, 612/2, 733/2 | | um 1530                                                                                     | 30547 DDB  |
| Hagenstraße 2                                                       |                                                                           | Hagenstraße 2 LageFlur: 21, Flurstück: 75/2, 78/2 | | um 1930                                                                                     | 30260 DDB  |
| Hagenstraße 4                                                       |                                                                           | Hagenstraße 4 LageFlur: 21, Flurstück: 81/4 | | um 1930                                                                                     | 30345 DDB  |
| Kohlsche Malermühle                                                 | Kohlsche Malermühle                                                       | Hambacher Tal 11 LageFlur: 6, Flurstück: 227/5 | | 1812                                                                                        | 30261 DDB  |
| Hambacher Tal 12                                                    |                                                                           | Hambacher Tal 12 LageFlur: 6, Flurstück: 233/1 | | 1920/21                                                                                     | 30342 DDB  |
| Alte Kaplanei                                                       | Alte Kaplanei                                                             | Hinterer Graben 1, Kirchengasse 16 LageFlur: 1, Flurstück: 691/1, 711/1 | | 1561                                                                                        | 30124 DDB  |
|                                                                     |                                                                           | Hinterer Graben 2 LageFlur: 2, Flurstück: 234/3 | | um 1700                                                                                     | 30554 DDB  |
|                                                                     |                                                                           | Hinterer Graben 4 / 4a LageFlur: 2, Flurstück: 236/2 | | um 1800                                                                                     | 30508 DDB  |
| Kindergarten                                                        | Kindergarten                                                              | Im Bachemark 14b / 16 LageFlur: 24, Flurstück: 190/65, 190/81 | | 1949                                                                                        | 30358 DDB  |
| Rotes Kreuz                                                         | Rotes Kreuz                                                               | Im Erbacher Tal LageFlur: 50, Flurstück: 173/4 | | 1758 (1750 laut Sockelinschrift)                                                            | 30507 DDB  |
| Krötenbrunnen                                                       | Krötenbrunnen                                                             | Im hohen Stock LageFlur: 49, Flurstück: 116 | | vor 1749                                                                                    | 30212 DDB  |
| Freilichtbühne                                                      | Freilichtbühne                                                            | Im Maiberg (bei Hermann-Löns-Weg) LageFlur: 2, Flurstück: 8/2 | | 1955                                                                                        | 30504 DDB  |
| Weinbergshäuschen                                                   | Weinbergshäuschen                                                         | Im Quäler LageFlur: 49, Flurstück: 280 | | 1926/27                                                                                     | 30233 DDB  |
| In der Krone 1 / 3 / 5 / 7 / 9                                      |                                                                           | In der Krone 1 / 3 / 5 / 7 / 9 LageFlur: 1, Flurstück: 158/1, 158/2, 158/3, 158/4, 159/1 | | 1926/27                                                                                     | 30262 DDB  |
| Kloster der „Barmherzigen Schwestern vom Heiligen Vinzenz von Paul“ | Kloster der „Barmherzigen Schwestern vom Heiligen Vinzenz von Paul“       | Kalterer Straße 3 / Neckarstraße 2 LageFlur: 20, Flurstück: 89/5, 90/4 | | 1925–27                                                                                     | 30308 DDB  |
| weitere Bilder                                                      | Bahnhof und Güterschuppen                                                 | Kalterer Straße 4 / 4b, Eisenbahn, Kalterer Straße LageFlur: 23, Flurstück: 270/9, 270/10, 270/11, 270/12 | | 1845/46                                                                                     | 30343 DDB  |
| Hotel „Starkenburger Hof“                                           | Hotel „Starkenburger Hof“                                                 | Kalterer Straße 7 LageFlur: 20, Flurstück: 79/9 | | 1902                                                                                        | 30263 DDB  |
| Kalterer Straße 9                                                   |                                                                           | Kalterer Straße 9 LageFlur: 20, Flurstück: 73/6 | | 1887/88                                                                                     | 30264 DDB  |
| Fabrik                                                              | Fabrik                                                                    | Kalterer Straße 11, Lindenstraße 48 LageFlur: 20, Flurstück: 42/9, 42/10 | | 1908                                                                                        | 30265 DDB  |
| Kalterer Straße 15                                                  |                                                                           | Kalterer Straße 15 LageFlur: 20, Flurstück: 25/1 | | 1928                                                                                        | 30266 DDB  |
| Ehemaliges Getreidemagazin                                          | Ehemaliges Getreidemagazin                                                | Kalterer Straße 20 LageFlur: 11, Flurstück: 191/34 | | 1915                                                                                        | 30348 DDB  |
| Ehemalige Strickwarenfabrik Stöldt                                  | Ehemalige Strickwarenfabrik Stöldt                                        | Kalterer Straße 25 LageFlur: 18, Flurstück: 210/25 | | 1913                                                                                        | 30267 DDB  |
| Kalterer Straße 25A                                                 |                                                                           | Kalterer Straße 25A LageFlur: 18, Flurstück: 210/24 | | um 1913                                                                                     | 30268 DDB  |
| Karl-Marx-Straße 2                                                  |                                                                           | Karl-Marx-Straße 2 LageFlur: 21, Flurstück: 61/7, 61/8, 61/9 | | um 1905                                                                                     | 30557 DDB  |
| Karl-Marx-Straße 4                                                  |                                                                           | Karl-Marx-Straße 4 LageFlur: 21, Flurstück: 61/5 | | um 1910                                                                                     | 30148 DDB  |
| Villa Schüssel                                                      | Villa Schüssel                                                            | Karl-Marx-Straße 8 LageFlur: 21, Flurstück: 59/16 | | 1906                                                                                        | 30555 DDB  |
| Karl-Marx-Straße 10                                                 |                                                                           | Karl-Marx-Straße 10 LageFlur: 21, Flurstück: 59/12 | | um 1920                                                                                     | 30556 DDB  |
|                                                                     |                                                                           | Karl-Marx-Straße 18 LageFlur: 21, Flurstück: 59/3 | | um 1920                                                                                     | 30558 DDB  |
| Karlstraße 1                                                        |                                                                           | Karlstraße 1 LageFlur: 21, Flurstück: 51/3 | | 1903                                                                                        | 30559 DDB  |
| Ehemalige Landwirtschaftsschule                                     | Ehemalige Landwirtschaftsschule                                           | Karlstraße 6 LageFlur: 21, Flurstück: 52/5 | | 1904/05                                                                                     | 30560 DDB  |
| Karlstraße 9                                                        |                                                                           | Karlstraße 9 LageFlur: 21, Flurstück: 50/7 | | um 1910                                                                                     | 30561 DDB  |
| Kellereigasse 2                                                     | Fachwerkhofanlage                                                         | Kellereigasse 2 LageFlur: 1, Flurstück: 617/1 | | um 1720                                                                                     | 30562 DDB  |
| Kellereigasse 3                                                     |                                                                           | Kellereigasse 3 LageFlur: 1, Flurstück: 603 | | um 1520                                                                                     | 30563 DDB  |
| Kellereigasse 5                                                     |                                                                           | Kellereigasse 5 LageFlur: 1, Flurstück: 602 | | Sockelgeschoß 1574, Fachwerk um 1750                                                        | 30120 DDB  |
|                                                                     |                                                                           | Kellereigasse 11 LageFlur: 1, Flurstück: 597 | | um 1506                                                                                     | 30270 DDB  |
| weitere Bilder                                                      | Gasthaus „Zum Schwanen“                                                   | Kirchengasse 1 LageFlur: 1, Flurstück: 703 | | um 1700                                                                                     | 30121 DDB  |
| Bild gesucht BW                                                     |                                                                           | Kirchengasse 3 LageFlur: 1, Flurstück: 701/1 | | 1696                                                                                        | 30122 DDB  |
| weitere Bilder                                                      |                                                                           | Kirchengasse 4 LageFlur: 1, Flurstück: 672/1 | | 1785                                                                                        | 30123 DDB  |
| weitere Bilder                                                      | Kath. Pfarrkirche St. Peter mit Pfarrhaus                                 | Kirchengasse 5 / 7 LageFlur: 1, Flurstück: 698/2 | | 1904                                                                                        | 30360 DDB  |
| weitere Bilder                                                      | Ehemaliges Schulhaus                                                      | Kirchengasse 6 / 8 LageFlur: 1, Flurstück: 677/2, 679/1 | Ältestes Schulhaus, Fachwerk um 1680. In den Untergeschossen der Rückseite Mauerreste eines Wohnturmes des frühen Kirchenzwingers. Zweigeschossiges Traufenhaus. Im Erdgeschoss konstruktives Fachwerk. In den Brüstungen überkreuzte und vertiefte Rauten. Im Gefüge Mannfigur mit geraden Gegenstreben.                                                                                                   | 1712                                                                                        | 30125 DDB  |
| Ehemaliges Benefiziatenhaus                                         | Ehemaliges Benefiziatenhaus                                               | Kirchengasse 10 LageFlur: 1, Flurstück: 681/2 | | 1894                                                                                        | 30271 DDB  |
| Ehemaliges Haus Löffler                                             | Ehemaliges Haus Löffler                                                   | Kirchengasse 12 / 14 LageFlur: 1, Flurstück: 693/1 | | um 1750 (Teile im Erdgeschoß 1567)                                                          | 30126 DDB  |
| Kleine Bach 2                                                       |                                                                           | Kleine Bach 2 LageFlur: 1, Flurstück: 467/2 | | um 1800                                                                                     | 30127 DDB  |
| Ehemalige Synagoge                                                  | Ehemalige Synagoge                                                        | Kleine Bach 3 LageFlur: 1, Flurstück: 556/1 | | um 1791                                                                                     | 30128 DDB  |
| Kleine Bach 5                                                       |                                                                           | Kleine Bach 5 LageFlur: 1, Flurstück: 551 | | um 1750                                                                                     | 30129 DDB  |
| Kleine Bach 9                                                       |                                                                           | Kleine Bach 9 LageFlur: 1, Flurstück: 528/1 | | um 1540                                                                                     | 30130 DDB  |
| Bild gesucht BW                                                     |                                                                           | Kleine Bach 11 LageFlur: 1, Flurstück: 527/1 | | um 1600                                                                                     | 30351 DDB  |
| Kleine Bach 12                                                      |                                                                           | Kleine Bach 12 LageFlur: 1, Flurstück: 477/9 | | 1558                                                                                        | 30131 DDB  |
| Bild gesucht BW                                                     |                                                                           | Kleine Bach 13 LageFlur: 1, Flurstück: 526/1 | | um 1600                                                                                     | 30352 DDB  |
| Kleine Bach 14                                                      |                                                                           | Kleine Bach 14 LageFlur: 1, Flurstück: 477/11 | | 1423                                                                                        | 30347 DDB  |
|                                                                     |                                                                           | Kleine Bach 22 / 24 LageFlur: 1, Flurstück: 491/1 | | um 1720                                                                                     | 30463 DDB  |
| Kleine Bach 38                                                      |                                                                           | Kleine Bach 38 LageFlur: 1, Flurstück: 512/2 | | um 1700                                                                                     | 30132 DDB  |
| Kleine Feldstraße 5                                                 |                                                                           | Kleine Feldstraße 5 LageFlur: 1, Flurstück: 44/7 | | 1927/28                                                                                     | 30272 DDB  |
| Bild gesucht BW                                                     | Gesamtanlage Kleine Feldstraße/Zollhausstraße                             | Kleine Feldstraße, Zollhausstraße Lage | |                                                                                             | 30354 DDB  |
| Mariensäule, Walldürnbildstock                                      | Mariensäule, Walldürnbildstock                                            | Kleiner Markt LageFlur: 1, Flurstück: 721/13 | | 1729                                                                                        | 30341 DDB  |
| Kleiner Markt 3                                                     |                                                                           | Kleiner Markt 3 LageFlur: 1, Flurstück: 222/10 | | um 1750                                                                                     | 30273 DDB  |
| Kleiner Markt 4D                                                    |                                                                           | Kleiner Markt 4D LageFlur: 1, Flurstück: 221/5 | | 1764                                                                                        | 30188 DDB  |
| Ehemaliges Gasthaus „Goldene Rose“                                  | Ehemaliges Gasthaus „Goldene Rose“                                        | Kleiner Markt 5 LageFlur: 1, Flurstück: 434 | | 1804                                                                                        | 30275 DDB  |
| Kleiner Markt 7                                                     |                                                                           | Kleiner Markt 7 LageFlur: 1, Flurstück: 431/6 | | um 1700                                                                                     | 30276 DDB  |
| weitere Bilder                                                      | Kolping-Denkmal                                                           | Kolpingstraße LageFlur: 1, Flurstück: 14/4 | | 1955                                                                                        | 30350 DDB  |
| weitere Bilder                                                      | Marienkapelle                                                             | Kolpingstraße 2 LageFlur: 50, Flurstück: 60/4 | | 1898                                                                                        | 30277 DDB  |
| Bild gesucht BW                                                     | Langnese Eiskrem-Fabrik                                                   | Langnesestraße 1 LageFlur: 26, Flurstück: 1/14 | | 1959/60                                                                                     | 30361 DDB  |
| Bildstock                                                           | Bildstock                                                                 | Laudenbacher Tor LageFlur: 49, Flurstück: 359/8 | | 18. Jahrhundert                                                                             | 30281 DDB  |
| Laudenbacher Tor 1                                                  |                                                                           | Laudenbacher Tor 1 LageFlur: 1, Flurstück: 620 | | Mitte 18. Jahrhundert                                                                       | 30133 DDB  |
| weitere Bilder                                                      | Marienhaus                                                                | Laudenbacher Tor 2 LageFlur: 1, Flurstück: 704/1 | | um 1780                                                                                     | 30134 DDB  |
| Laudenbacher Tor 3                                                  |                                                                           | Laudenbacher Tor 3 / 5 LageFlur: 1, Flurstück: 398 | | um 1800                                                                                     | 30279 DDB  |
| Ehemalige Sparkasse                                                 | Ehemalige Sparkasse                                                       | Laudenbacher Tor 4, Merianstraße 4 LageFlur: 50, Flurstück: 74/2, 77/2 | | 1884                                                                                        | 30280 DDB  |
| Lehrstraße 1                                                        |                                                                           | Lehrstraße 1 LageFlur: 1, Flurstück: 224 | | um 1850                                                                                     | 30135 DDB  |
| Lehrstraße 3                                                        |                                                                           | Lehrstraße 3 LageFlur: 1, Flurstück: 227 | | um 1850                                                                                     | 30136 DDB  |
|                                                                     |                                                                           | Lehrstraße 5 LageFlur: 1, Flurstück: 228/1 | | um 1750                                                                                     | 30137 DDB  |
|                                                                     |                                                                           | Lehrstraße 7 LageFlur: 1, Flurstück: 239/1 | | 1789                                                                                        | 30138 DDB  |
| Lehrstraße 9                                                        |                                                                           | Lehrstraße 9 LageFlur: 1, Flurstück: 240/3 | | um 1720                                                                                     | 30139 DDB  |
| Liebigstraße 2                                                      |                                                                           | Liebigstraße 2 LageFlur: 21, Flurstück: 38/22 | | um 1910                                                                                     | 30140 DDB  |
| Liebigstraße 10                                                     |                                                                           | Liebigstraße 10 LageFlur: 21, Flurstück: 40/1 | | um 1900                                                                                     | 30283 DDB  |
| Liebigstraße 14                                                     |                                                                           | Liebigstraße 14 LageFlur: 21, Flurstück: 41/6 | | um 1900                                                                                     | 30284 DDB  |
| Liebigstraße 16                                                     |                                                                           | Liebigstraße 16 LageFlur: 21, Flurstück: 41/5 | | um 1900                                                                                     | 30285 DDB  |
| weitere Bilder                                                      | Ehemaliges Elektrizitätswerk                                              | Liebigstraße 24 LageFlur: 21, Flurstück: 43/6 | | 1900                                                                                        | 30141 DDB  |
|                                                                     |                                                                           | Liesengasse 2 / Schunkengasse 14 LageFlur: 1, Flurstück: 657/1 | | ca. 1850                                                                                    | 30490 DDB  |
|                                                                     |                                                                           | Liesengasse 4 LageFlur: 1, Flurstück: 655/1 | | ca. 1750                                                                                    | 30165 DDB  |
| Lindenstraße 25                                                     |                                                                           | Lindenstraße 25 LageFlur: 6, Flurstück: 286/1 | | um 1930                                                                                     | 30286 DDB  |
| Weißes Kreuz                                                        | Weißes Kreuz                                                              | Linker Hand am weißen Kreuz auch im Grundstein genannt LageFlur: 41, Flurstück: 193 | | 1757                                                                                        | 30296 DDB  |
| Lorscher Straße 14                                                  |                                                                           | Lorscher Straße 14 LageFlur: 20, Flurstück: 72/12 | | 1896                                                                                        | 30282 DDB  |
| Lorscher Straße 19                                                  |                                                                           | Lorscher Straße 19 LageFlur: 20, Flurstück: 66/6 | | um 1900                                                                                     | 30287 DDB  |
| Holzamer-Haus                                                       | Holzamer-Haus                                                             | Lorscher Straße 21 LageFlur: 20, Flurstück: 66/4 | | 1900                                                                                        | 30142 DDB  |
| Bild gesucht BW                                                     | Gesamtanlage Lorscher Straße/Neckarstraße                                 | Lorscher Straße, Kalterer Straße, Neckarstraße Lage | |                                                                                             | 30355 DDB  |
| Zollstein                                                           | Zollstein                                                                 | Ludwigstraße LageFlur: 1, Flurstück: 753/29 | | um 1820                                                                                     | 30293 DDB  |
| Geleitstein                                                         | Geleitstein                                                               | Ludwigstraße LageFlur: 37, Flurstück: 207/1 | | 1714                                                                                        | 30505 DDB  |
| weitere Bilder                                                      | Hotel „Halber Mond“                                                       | Ludwigstraße 5 / 7 LageFlur: 1, 21, Flurstück: 149/25, 38/16 | | 1898                                                                                        | 30288 DDB  |
| Bild gesucht BW                                                     |                                                                           | Ludwigstraße 6 LageFlur: 1, Flurstück: 141/22, 141/27 | | um 1730                                                                                     | 30143 DDB  |
| Ludwigstraße 11                                                     |                                                                           | Ludwigstraße 11 LageFlur: 21, Flurstück: 55/8 | | um 1900                                                                                     | 30289 DDB  |
| weitere Bilder                                                      | Haus der Kirche, ehemals Ortskrankenkasse                                 | Ludwigstraße 13 LageFlur: 21, Flurstück: 61/12 | | 1925/26                                                                                     | 30144 DDB  |
| Ludwigstraße 16                                                     |                                                                           | Ludwigstraße 16 LageFlur: 1, Flurstück: 85/33 | | um 1930                                                                                     | 30290 DDB  |
| weitere Bilder                                                      |                                                                           | Ludwigstraße 26 LageFlur: 1, Flurstück: 58/5 | | um 1880                                                                                     | 30292 DDB  |
| weitere Bilder                                                      |                                                                           | Ludwigstraße 32 LageFlur: 1, Flurstück: 45/8 | | 1905                                                                                        | 30349 DDB  |
| Ludwigstraße 38                                                     |                                                                           | Ludwigstraße 38 LageFlur: 1, Flurstück: 40/6 | | um 1870                                                                                     | 30294 DDB  |
| weitere Bilder                                                      | Ehemaliges Psychiatrisches Krankenhaus                                    | Ludwigstraße 53–55 LageFlur: 24, 49, Flurstück: 1/64, 1/9, 13/2–13/7 | Ehemalige Landesirrenanstalt Heppenheim, seit 2015 Wohnanlage The Bergstraße Sports & Country Club, Klassizistische Dreiflügelanlage im Stil eines Schlosses mit Nebengebäuden, eingebettet in das Arboretum Heppenheim; entworfen von Georg Ludwig, Christian Friedrich Stockhausen, Friedrich Obenauer und Paul Amelung                                                                                   | 1861–1892                                                                                   | 30295 DDB  |
| Bildstock                                                           | Bildstock                                                                 | Mainzer Straße LageFlur: 24, Flurstück: 213/5 | | 1909                                                                                        | 30297 DDB  |
| Hausmadonna                                                         | Hausmadonna                                                               | Marktstraße 1 LageFlur: 1, Flurstück: 629 | | um 1800                                                                                     | 30298 DDB  |
| Haus Kintlein                                                       | Haus Kintlein                                                             | Marktstraße 2 LageFlur: 1, Flurstück: 567/2 | | um 1700                                                                                     | 30145 DDB  |
| Marktstraße 5                                                       |                                                                           | Marktstraße 5 LageFlur: 1, Flurstück: 541 | | um 1700                                                                                     | 30146 DDB  |
| Marktstraße 6                                                       |                                                                           | Marktstraße 6 LageFlur: 1, Flurstück: 566/1 | | 1575                                                                                        | 30299 DDB  |
| Marktstraße 7                                                       |                                                                           | Marktstraße 7 LageFlur: 1, Flurstück: 540 | | um 1600                                                                                     | 30147 DDB  |
| Marktstraße 10, Marktstraße 8                                       |                                                                           | Marktstraße 10, Marktstraße 8 LageFlur: 1, Flurstück: 564/1 | | ca. 1550                                                                                    | 30300 DDB  |
| Marktstraße 11                                                      |                                                                           | Marktstraße 11 LageFlur: 1, Flurstück: 555/1 | | 1727                                                                                        | 30149 DDB  |
| Marktstraße 12                                                      |                                                                           | Marktstraße 12 LageFlur: 1, Flurstück: 563/1 | | 1579                                                                                        | 30150 DDB  |
| Marktstraße 15                                                      |                                                                           | Marktstraße 15 LageFlur: 1, Flurstück: 558 | | 1579                                                                                        | 30151 DDB  |
| Marktstraße 16                                                      |                                                                           | Marktstraße 16 LageFlur: 1, Flurstück: 560/1 | | um 1600                                                                                     | 30152 DDB  |
| Marktstraße 17                                                      |                                                                           | Marktstraße 17 LageFlur: 1, Flurstück: 466/7 | | 1824                                                                                        | 30153 DDB  |
| Merianstraße 3                                                      |                                                                           | Merianstraße 3 LageFlur: 50, Flurstück: 73/3 | | um 1905                                                                                     | 30301 DDB  |
| Merianstraße 7                                                      |                                                                           | Merianstraße 7 LageFlur: 50, Flurstück: 83/11 | | 1901                                                                                        | 30154 DDB  |
| Villa Kapelleck                                                     | Villa Kapelleck                                                           | Merianstraße 8 LageFlur: 2, Flurstück: 4/1 | | 1900                                                                                        | 30302 DDB  |
| Merianstraße 16                                                     |                                                                           | Merianstraße 16 LageFlur: 50, Flurstück: 121/2 | | 1927                                                                                        | 30303 DDB  |
| Wasserreservoir und Aussichtspavillon                               | Wasserreservoir und Aussichtspavillon                                     | Merianstraße 23 LageFlur: 50, Flurstück: 306/1 | | 1926/27                                                                                     | 30304 DDB  |
| weitere Bilder                                                      | Siegfriedbrunnen                                                          | Mozartstraße LageFlur: 23, Flurstück: 289/10 | | 1955                                                                                        | 30305 DDB  |
| weitere Bilder                                                      | Kath. Pfarrkirche Erscheinung des Herrn                                   | Mozartstraße 29 LageFlur: 23, Flurstück: 90/2 | | 1958–60                                                                                     | 30536 DDB  |
|                                                                     |                                                                           | Mühlgasse 1 LageFlur: 1, Flurstück: 646, 647 | | 1725                                                                                        | 30155 DDB  |
|                                                                     |                                                                           | Mühlgasse 2 LageFlur: 1, Flurstück: 640 | | um 1700                                                                                     | 30156 DDB  |
|                                                                     |                                                                           | Mühlgasse 4 LageFlur: 1, Flurstück: 641/1 | | um 1750                                                                                     | 30306 DDB  |
|                                                                     |                                                                           | Mühlgasse 5 LageFlur: 1, Flurstück: 648/1 | | 1710                                                                                        | 30157 DDB  |
|                                                                     |                                                                           | Mühlgasse 6 LageFlur: 1, Flurstück: 643 | | um 1750                                                                                     | 30307 DDB  |
|                                                                     |                                                                           | Mühlgasse 8 LageFlur: 1, Flurstück: 644 | |                                                                                             | 30346 DDB  |
| Alte Postbrücke                                                     | Alte Postbrücke                                                           | Neue Weschnitz (Langwiesendammweg) LageFlur: 31, Flurstück: 1 | | ca. 1750                                                                                    | 30278 DDB  |
| Bild gesucht BW                                                     |                                                                           | Nibelungenstraße 1 LageFlur: 21, Flurstück: 79/2 | | 1928                                                                                        | 30309 DDB  |
| Nibelungenstraße 5                                                  |                                                                           | Nibelungenstraße 5 LageFlur: 21, Flurstück: 79/4 | | 1929                                                                                        | 30158 DDB  |
| Nibelungenstraße 7                                                  |                                                                           | Nibelungenstraße 7 LageFlur: 21, Flurstück: 80/1 | | 1928                                                                                        | 30174 DDB  |
| Nibelungenstraße 9                                                  |                                                                           | Nibelungenstraße 9 LageFlur: 21, Flurstück: 80/2 | | 1928                                                                                        | 30159 DDB  |
| Nibelungenschule                                                    | Nibelungenschule                                                          | Nibelungenstraße 12 LageFlur: 21, Flurstück: 241/4 | | 1952–56                                                                                     | 30310 DDB  |
|                                                                     |                                                                           | Niedermühlstraße 39 LageFlur: 6, Flurstück: 326/12 | | 1902                                                                                        | 30311 DDB  |
| Obere Gartenstraße 3                                                |                                                                           | Obere Gartenstraße 3 LageFlur: 1, Flurstück: 391/1 | | 1931                                                                                        | 30312 DDB  |
| Mauer                                                               | Mauer                                                                     | Obere Gartenstraße 5 LageFlur: 1, Flurstück: 384 | | 1845                                                                                        | 30313 DDB  |
|                                                                     |                                                                           | Rodensteiner Gasse 1 LageFlur: 1, Flurstück: 538/1 | | ca. 1750                                                                                    | 30160 DDB  |
| Bild gesucht BW                                                     |                                                                           | Rodensteiner Gasse 8 LageFlur: 1, Flurstück: 548/1 | | um 1800                                                                                     | 30161 DDB  |
| Rodensteiner Gasse 11                                               | Haus Horschler                                                            | Rodensteiner Gasse 10 / 11 LageFlur: 1, Flurstück: 530/1, 550 | | um 1480                                                                                     | 30492 DDB  |
| Schloss-Schule, ehemals von und zu der Hees’scher Hof               | Schloss-Schule, ehemals von und zu der Hees’scher Hof                     | Schulgasse 1 LageFlur: 1, Flurstück: 582/3 | | um 1700                                                                                     | 30315 DDB  |
| Schulgasse 3                                                        |                                                                           | Schulgasse 3 LageFlur: 1, Flurstück: 577/6 | | um 1720                                                                                     | 30316 DDB  |
| Bild gesucht BW                                                     |                                                                           | Schulgasse 4 LageFlur: 1, Flurstück: 599 | |                                                                                             | 30317 DDB  |
| Schulgasse 12                                                       |                                                                           | Schulgasse 12 LageFlur: 1, Flurstück: 589 | | um 1800                                                                                     | 30318 DDB  |
| Schulgasse 14                                                       |                                                                           | Schulgasse 14 LageFlur: 1, Flurstück: 588 | | um 1800                                                                                     | 30319 DDB  |
| Schulgasse 24                                                       |                                                                           | Schulgasse 24 LageFlur: 1, Flurstück: 592/4 | | 1937                                                                                        | 30320 DDB  |
| weitere Bilder                                                      |                                                                           | Schunkengasse 2 LageFlur: 1, Flurstück: 664 | | um 1720                                                                                     | 30162 DDB  |
| Schunkengasse 3                                                     |                                                                           | Schunkengasse 3 LageFlur: 1, Flurstück: 673/1 | | um 1720                                                                                     | 30163 DDB  |
| Schunkengasse 4                                                     |                                                                           | Schunkengasse 4 LageFlur: 1, Flurstück: 663 | | um 1780                                                                                     | 30164 DDB  |
| Schunkengasse 7                                                     |                                                                           | Schunkengasse 7 LageFlur: 1, Flurstück: 676 | | um 1850                                                                                     | 30166 DDB  |
| Ehemaliges Pfarrhaus                                                | Ehemaliges Pfarrhaus                                                      | Schunkengasse 9 LageFlur: 1, Flurstück: 680/1 | | 1702                                                                                        | 30167 DDB  |
| Schunkengasse 12                                                    |                                                                           | Schunkengasse 12 LageFlur: 1, Flurstück: 659/2 | | um 1800                                                                                     | 30168 DDB  |
|                                                                     |                                                                           | Schunkengasse 13 / 15 LageFlur: 1, Flurstück: 685, 686/1 | | 19. Jahrhundert                                                                             | 30321 DDB  |
| Schunkengasse 16                                                    |                                                                           | Schunkengasse 16 LageFlur: 2, Flurstück: 252/2 | | um 1750                                                                                     | 30169 DDB  |
| Schunkengasse 23 / 25                                               |                                                                           | Schunkengasse 23 / 25 LageFlur: 1, Flurstück: 689/1 | | 1607                                                                                        | 30171 DDB  |
|                                                                     |                                                                           | Schunkengasse 24 LageFlur: 2, Flurstück: 249 | | um 1850                                                                                     | 30170 DDB  |
| Holzbrunnen                                                         | Holzbrunnen                                                               | Siegfriedstraße (vor 57) LageFlur: 2, Flurstück: 658/39 | | ca. 1850                                                                                    | 30323 DDB  |
| Eberhardskreuz                                                      | Holzbrunnen- oder Eberhardskreuz                                          | Siegfriedstraße (bei 71) LageFlur: 2, Flurstück: 674/6 | | 1752                                                                                        | 30324 DDB  |
| weitere Bilder                                                      | Ehemaliger Sickinger Hof                                                  | Siegfriedstraße 5, Siegfriedstraße LageFlur: 1, Flurstück: 487/4, 717/68 | | um 1880                                                                                     | 30322 DDB  |
| Siegfriedstraße 21 / 23                                             |                                                                           | Siegfriedstraße 21 / 23 LageFlur: 2, Flurstück: 217/3 | | ca. 1750                                                                                    | 30184 DDB  |
| Siegfriedstraße 31                                                  |                                                                           | Siegfriedstraße 31 LageFlur: 2, Flurstück: 211/3 | | um 1750                                                                                     | 30172 DDB  |
| Siegfriedstraße 33                                                  |                                                                           | Siegfriedstraße 33 LageFlur: 2, Flurstück: 210/3 | | um 1800                                                                                     | 30173 DDB  |
| Bild gesucht BW                                                     |                                                                           | Siegfriedstraße 43 LageFlur: 2, Flurstück: 200/1 | | um 1750                                                                                     | 30176 DDB  |
| Bild gesucht BW                                                     |                                                                           | Siegfriedstraße 47 / 49 LageFlur: 2, Flurstück: 193/1, 194/1 | | um 1800                                                                                     | 30185 DDB  |
| Siegfriedstraße 72 / 74                                             |                                                                           | Siegfriedstraße 72 / 74 LageFlur: 2, Flurstück: 310/7 | | 1592                                                                                        | 30186 DDB  |
| Bild gesucht BW                                                     |                                                                           | Siegfriedstraße 78 LageFlur: 2, Flurstück: 311 | | ca. 1750                                                                                    | 30177 DDB  |
| Siegfriedstraße 86                                                  |                                                                           | Siegfriedstraße 86 LageFlur: 2, Flurstück: 322/1 | | um 1700                                                                                     | 30178 DDB  |
| Bild gesucht BW                                                     |                                                                           | Siegfriedstraße 88 LageFlur: 2, Flurstück: 322/2 | | um 1680                                                                                     | 30179 DDB  |
| Siegfriedstraße 89                                                  |                                                                           | Siegfriedstraße 89 LageFlur: 2, Flurstück: 159/5 | | um 1800                                                                                     | 30180 DDB  |
| Siegfriedstraße 103                                                 |                                                                           | Siegfriedstraße 103 LageFlur: 2, Flurstück: 138/3 | | um 1700                                                                                     | 30181 DDB  |
| weitere Bilder                                                      | Schindersburg                                                             | Siegfriedstraße 104 / 106 LageFlur: 2, Flurstück: 337/1, 342/2 | | 1577                                                                                        | 30182 DDB  |
|                                                                     |                                                                           | Siegfriedstraße 105 LageFlur: 2, Flurstück: 136/1 | | ca. 1750                                                                                    | 30183 DDB  |
| Siegfriedstraße 118                                                 |                                                                           | Siegfriedstraße 118 LageFlur: 2, Flurstück: 354/3 | | um 1780                                                                                     | 30325 DDB  |
| Steigkreuz                                                          | Steigkreuz                                                                | Siegfriedstraße 170 LageFlur: 2, Flurstück: 412 | | 1848                                                                                        | 30326 DDB  |
| Eberhardsmühle                                                      | Eberhardsmühle                                                            | Siegfriedstraße 181, Stadtbach LageFlur: 3, Flurstück: 76/36, 83/16 | | um 1806                                                                                     | 30327 DDB  |
| Brücke mit Figur des hl. Nepomuk                                    | Brücke mit Figur des hl. Nepomuk                                          | Stadtbach bei Ernst-Schneider-Straße LageFlur: 20, Flurstück: 162/2 | | um 1750, 1993 durch Kopie ersetzt                                                           | 30232 DDB  |
| Gräfftempel                                                         | Gräfftempel                                                               | Starkenburgweg LageFlur: 6, Flurstück: 405/113 | | um 1890                                                                                     | 30332 DDB  |
| Bildstock                                                           | Bildstock                                                                 | Starkenburgweg (bei 111D) (neben Nr. 11) LageFlur: 1, Flurstück: 725/6 | | 1746                                                                                        | 30330 DDB  |
|                                                                     |                                                                           | Starkenburgweg 1 LageFlur: 1, Flurstück: 435/2 | | ca. 1750                                                                                    | 30187 DDB  |
|                                                                     |                                                                           | Starkenburgweg 4 / 6 LageFlur: 1, Flurstück: 215/1, 218/1 | | um 1750                                                                                     | 30189 DDB  |
| weitere Bilder                                                      |                                                                           | Starkenburgweg 20 LageFlur: 6, Flurstück: 147/1, 147/3 | | um 1920                                                                                     | 30331 DDB  |
| weitere Bilder                                                      | Burgruine Starkenburg                                                     | Starkenburgweg 51 / 53 LageFlur: 5, Flurstück: 1/2, 1/4, 1/5 | | ab 1065, Bergfried 1930                                                                     | 30334 DDB  |
| Walther-Rathenau-Straße 6                                           |                                                                           | Walther-Rathenau-Straße 6 LageFlur: 21, Flurstück: 73/4 | | 1927/28                                                                                     | 30190 DDB  |
| Walther-Rathenau-Straße 8                                           |                                                                           | Walther-Rathenau-Straße 8 LageFlur: 21, Flurstück: 73/3 | | 1927/28                                                                                     | 30191 DDB  |
| weitere Bilder                                                      |                                                                           | Walther-Rathenau-Straße 11 LageFlur: 21, Flurstück: 65/10 | | um 1910                                                                                     | 30192 DDB  |
| Walther-Rathenau-Straße 12                                          |                                                                           | Walther-Rathenau-Straße 12 LageFlur: 21, Flurstück: 73/1 | | um 1928                                                                                     | 30193 DDB  |
|                                                                     |                                                                           | Walther-Rathenau-Straße 26 LageFlur: 21, Flurstück: 70/2 | | 1912                                                                                        | 30194 DDB  |
| Walther-Rathenau-Straße 28                                          |                                                                           | Walther-Rathenau-Straße 28 LageFlur: 21, Flurstück: 69/11 | | 1912                                                                                        | 30195 DDB  |
| Walther-Rathenau-Straße 30                                          |                                                                           | Walther-Rathenau-Straße 30 LageFlur: 21, Flurstück: 69/6 | | 1912                                                                                        | 30196 DDB  |
| weitere Bilder                                                      |                                                                           | Walther-Rathenau-Straße 32 LageFlur: 21, Flurstück: 69/5 | | 1912                                                                                        | 30197 DDB  |
| weitere Bilder                                                      | Schwimmbad                                                                | Walther-Rathenau-Straße 36, Walther-Rathenau-Straße LageFlur: 21, Flurstück: 245/1, 245/2 | | 1931                                                                                        | 30198 DDB  |
| weitere Bilder                                                      | Martin-Buber-Haus                                                         | Werlestraße 2 LageFlur: 1, Flurstück: 378/6 | | 1868                                                                                        | 30199 DDB  |
| Villa Buttron                                                       | Villa Buttron                                                             | Werlestraße 15 LageFlur: 1, Flurstück: 85/35 | | 1926                                                                                        | 30344 DDB  |
| Werlestraße 16                                                      |                                                                           | Werlestraße 16 LageFlur: 1, Flurstück: 85/27 | | um 1890                                                                                     | 30335 DDB  |
| Werlestraße 19                                                      |                                                                           | Werlestraße 19 LageFlur: 1, Flurstück: 85/40 | | um 1880                                                                                     | 30336 DDB  |
| Bildstock                                                           | Bildstock                                                                 | Werlestraße 19 (neben Ludwigstraße 16) LageFlur: 1, Flurstück: 85/40 | | 1752                                                                                        | 30291 DDB  |
| weitere Bilder                                                      |                                                                           | Werlestraße 24 LageFlur: 1, Flurstück: 85/5 | | um 1870                                                                                     | 30337 DDB  |
| Werlestraße 28                                                      |                                                                           | Werlestraße 28 LageFlur: 1, Flurstück: 85/38 | | um 1890                                                                                     | 30338 DDB  |
| weitere Bilder                                                      | Saalbau mit Kegelbahn                                                     | Wilhelmstraße 38 LageFlur: 1, Flurstück: 27/1 | | um 1900                                                                                     | 30339 DDB  |
| Gasthaus „Zum Ochsen“                                               | Gasthaus „Zum Ochsen“                                                     | Wormser Tor 2 LageFlur: 1, Flurstück: 428/2 | | um 1750                                                                                     | 30340 DDB  |
| Würzburger Tor 6                                                    |                                                                           | Würzburger Tor 6 LageFlur: 2, Flurstück: 242/8 | | 1602                                                                                        | 30200 DDB  |
| Würzburger Tor 7                                                    |                                                                           | Würzburger Tor 7 LageFlur: 2, Flurstück: 228/1 | | um 1700                                                                                     | 30201 DDB  |

### Erbach
| Bild                   | Bezeichnung         | Lage                                                           | Beschreibung | Bauzeit | Objekt-Nr. |
| ---------------------- | ------------------- | -------------------------------------------------------------- | ------------ | ------- | ---------- |
| Fichtenkapellchen      | Fichtenkapellchen   | Erbach, Am Hasenberg LageFlur: 5, Flurstück: 8                 |              | 1847    | 30365 DDB  |
| Wegekapelle            | Wegekapelle         | Erbach, An der Erbach LageFlur: 5, Flurstück: 22               |              | um 1900 | 30366 DDB  |
| Gefallenen-Ehrenmal    | Gefallenen-Ehrenmal | Erbach, Ortsstraße LageFlur: 1, Flurstück: 84                  |              | 1927    | 30370 DDB  |
| Bild gesucht BW        |                     | Erbach, Ortsstraße 22 LageFlur: 1, Flurstück: 140/3            |              | um 1850 | 30367 DDB  |
| Ortsstraße 31, Scheune |                     | Erbach, Ortsstraße 31 LageFlur: 1, Flurstück: 275/1            |              | 1863    | 30368 DDB  |
| Alte Schule            | Alte Schule         | Erbach, Ortsstraße 56 LageFlur: 1, Flurstück: 85               |              | 1905    | 30369 DDB  |
| Ortsstraße 57          |                     | Erbach, Ortsstraße 57 LageFlur: 1, Flurstück: 35               |              | 1727    | 30362 DDB  |
| Ortsstraße 61          |                     | Erbach, Ortsstraße 61 / 61A LageFlur: 2, Flurstück: 50/5, 50/7 |              | um 1850 | 30371 DDB  |
| Bild gesucht BW        |                     | Erbach, Ortsstraße 63 LageFlur: 2, Flurstück: 52/4             |              | 1848    | 30372 DDB  |
| Ortsstraße 86          |                     | Erbach, Ortsstraße 86 LageFlur: 2, Flurstück: 38/2             |              | 1829    | 30363 DDB  |
| Ortsstraße 90          |                     | Erbach, Ortsstraße 90 LageFlur: 2, Flurstück: 42               |              | um 1600 | 30364 DDB  |

### Igelsbach
| Bild              | Bezeichnung | Lage                                                                               | Beschreibung | Bauzeit                               | Objekt-Nr. |
| ----------------- | ----------- | ---------------------------------------------------------------------------------- | ------------ | ------------------------------------- | ---------- |
| Wegekreuz         | Wegekreuz   | Igelsbach, Bei den Dollenkirschbäumen und breiten Eichen LageFlur: 1, Flurstück: 3 |              |                                       | 30408 DDB  |
| Igelsbachstraße 1 |             | Igelsbach, Igelsbachstraße 1 LageFlur: 1, Flurstück: 28/1, 28/2, 29/1              |              | 1865                                  | 30406 DDB  |
| Igelsbachstraße 2 |             | Igelsbach, Igelsbachstraße 2 LageFlur: 1, Flurstück: 32/2                          |              | 1809                                  | 30405 DDB  |
| Wegekreuz         | Wegekreuz   | Igelsbach, Igelsbachstraße 3 LageFlur: 1, Flurstück: 12                            |              | 1835 (Wegekreuz), 1948 (Muttergottes) | 30407 DDB  |
| weitere Bilder    | Friedhof    | Igelsbach, Igelsbachstraße 5 LageFlur: 1, Flurstück: 38/5                          |              | 1897                                  | 30484 DDB  |

### Kirschhausen
| Bild                | Bezeichnung                        | Lage                                                                                            | Beschreibung | Bauzeit                          | Objekt-Nr. |
| ------------------- | ---------------------------------- | ----------------------------------------------------------------------------------------------- | ------------ | -------------------------------- | ---------- |
| Alte Straße 2       |                                    | Kirschhausen, Alte Straße 2 LageFlur: 1, Flurstück: 3/4                                         |              | 19. Jahrhundert                  | 30118 DDB  |
| Prozessionskreuz    | Prozessionskreuz                   | Kirschhausen, Brannackerweg 2 LageFlur: 1, Flurstück: 44/4                                      |              | 1907                             | 30119 DDB  |
| Bild gesucht BW     |                                    | Kirschhausen, Brannackerweg 6 LageFlur: 1, Flurstück: 40/2                                      |              | 1835                             | 30509 DDB  |
| weitere Bilder      | Walldürnbildstock                  | Kirschhausen, Gehräcker LageFlur: 13, Flurstück: 28/3                                           |              | 1855                             | 30523 DDB  |
| Guldenklinger Hof   | Guldenklinger Hof                  | Kirschhausen, Guldenklinger Hof 4, Unterm Hof LageFlur: 10, Flurstück: 14/3, 14/4, 14/24, 53/33 |              | 1901                             | 30510 DDB  |
| Wegekapelle         | Wegekapelle                        | Kirschhausen, Guldenklinger Hof 4, Oberm Hof LageFlur: 10, Flurstück: 14/3, 14/4, 14/24         |              | 1906                             | 30532 DDB  |
| Bild gesucht BW     | Wasserreservoir                    | Kirschhausen, Igelhöhstraße LageFlur: 1, Flurstück: 37/5                                        |              | 1927                             | 30522 DDB  |
| Bild gesucht BW     |                                    | Kirschhausen, Igelhöhstraße 6 LageFlur: 1, Flurstück: 15/1                                      |              | 1828                             | 30511 DDB  |
| Prozessionskreuz    | Prozessionskreuz                   | Kirschhausen, Igelhöhstraße 12 LageFlur: 1, Flurstück: 20/1                                     |              | 1919                             | 30512 DDB  |
| Igelhöhstraße 15    |                                    | Kirschhausen, Igelhöhstraße 15 LageFlur: 1, Flurstück: 53/1                                     |              | 1811                             | 30513 DDB  |
| Igelhöhstraße 19    |                                    | Kirschhausen, Igelhöhstraße 19 LageFlur: 1, Flurstück: 51/3                                     |              | um 1700                          | 30514 DDB  |
| Bild gesucht BW     |                                    | Kirschhausen, Igelhöhstraße 21 LageFlur: 1, Flurstück: 50/26                                    |              | um 1800                          | 30515 DDB  |
| Igelhöhstraße 27    |                                    | Kirschhausen, Igelhöhstraße 27 LageFlur: 1, Flurstück: 48, 49                                   |              | um 1800                          | 30517 DDB  |
| weitere Bilder      | Kath. Pfarrkirche St. Bartholomäus | Kirschhausen, Kirchstraße 8 LageFlur: 1, Flurstück: 67/63, 67/64                                |              | 1904/05                          | 30518 DDB  |
|                     |                                    | Kirschhausen, Kirchstraße 10 LageFlur: 1, Flurstück: 67/71                                      |              | 1904/05                          | 30519 DDB  |
| Gedenkkreuz         | Gedenkkreuz                        | Kirschhausen, Kirchstraße 10A LageFlur: 4, Flurstück: 15/9                                      |              | 1910                             | 30520 DDB  |
| Marienbildstock     | Marienbildstock                    | Kirschhausen, Pfadäcker LageFlur: 4, Flurstück: 11/11                                           |              | 1947 (1948 laut Sockelinschrift) | 30521 DDB  |
| weitere Bilder      | Sachgesamtheit Friedhof            | Kirschhausen, Salzkopfweg 20A LageFlur: 4, Flurstück: 42/3                                      |              | um 1880                          | 30489 DDB  |
| Bild gesucht BW     | Obere oder Mitsch-Mühle            | Kirschhausen, Siegfriedstraße 337 / 339 LageFlur: 3, Flurstück: 24/12, 24/4                     |              | um 1800                          | 30525 DDB  |
| Bild gesucht BW     |                                    | Kirschhausen, Siegfriedstraße 352 LageFlur: 3, Flurstück: 5/6                                   |              | um 1930                          | 30526 DDB  |
| Bild gesucht BW     |                                    | Kirschhausen, Siegfriedstraße 364A / 366 LageFlur: 1, Flurstück: 74/8, 74/9, 74/10, 74/11       |              | 1898                             | 30485 DDB  |
| Bild gesucht BW     |                                    | Kirschhausen, Siegfriedstraße 376 LageFlur: 1, Flurstück: 70/8                                  |              | um 1700                          | 30527 DDB  |
| Triumphkreuz        | Triumphkreuz                       | Kirschhausen, Siegfriedstraße 378 LageFlur: 1, Flurstück: 2/4                                   |              | 1908                             | 30528 DDB  |
| Siegfriedstraße 379 |                                    | Kirschhausen, Siegfriedstraße 379 LageFlur: 1, Flurstück: 13/7                                  |              | 1902                             | 30529 DDB  |
| Bild gesucht BW     |                                    | Kirschhausen, Siegfriedstraße 384 LageFlur: 1, Flurstück: 9/3                                   |              | 1833                             | 30530 DDB  |
| Alte Schule         | Alte Schule                        | Kirschhausen, Siegfriedstraße 385 LageFlur: 1, Flurstück: 12/6                                  |              | 1908                             | 30531 DDB  |

### Mittershausen
| Bild                         | Bezeichnung                  | Lage                                                                                                | Beschreibung                                            | Bauzeit | Objekt-Nr. |
| ---------------------------- | ---------------------------- | --------------------------------------------------------------------------------------------------- | ------------------------------------------------------- | ------- | ---------- |
| Bild gesucht BW              | Gesamtanlage Unteres Dorf    | Mittershausen, Am Pfalzbach Lage                                                                    |                                                         |         | 30421 DDB  |
| Bild gesucht BW              | Gesamtanlage Mittleres Dorf  | Mittershausen, Am Pfalzbach Lage                                                                    |                                                         |         | 30420 DDB  |
| Am Pfalzbach 4               |                              | Mittershausen, Am Pfalzbach 4, Am Pfalzbach 2, Am Pfalzbach LageFlur: 1, Flurstück: 10/1, 11/2, 9/1 |                                                         | 1872    | 30409 DDB  |
| Hartmanns-Hube               | Hartmanns-Hube               | Mittershausen, Am Pfalzbach 11, Am Pfalzbach LageFlur: 1, Flurstück: 77, 78                         |                                                         | 1842    | 30415 DDB  |
| Untere Mühle                 | Untere Mühle                 | Mittershausen, Am Pfalzbach 13 LageFlur: 1, Flurstück: 82/2                                         |                                                         | 1858    | 30410 DDB  |
| Bild gesucht BW              | Klingen-Hube                 | Mittershausen, Am Pfalzbach 14 LageFlur: 1, Flurstück: 51/1                                         |                                                         | 1864    | 30411 DDB  |
| Herberts-Hube                | Herberts-Hube                | Mittershausen, Am Pfalzbach 18 / 20 LageFlur: 1, Flurstück: 40/5, 44/5, 44/6, 44/7                  |                                                         | 1813    | 30416 DDB  |
| Alte Schule                  | Alte Schule                  | Mittershausen, Am Pfalzbach 28 LageFlur: 1, Flurstück: 39/9                                         |                                                         | 1813    | 30417 DDB  |
| Hammersteins-Hube, Wappenhof | Hammersteins-Hube, Wappenhof | Mittershausen, Am Pfalzbach 30 LageFlur: 1, Flurstück: 32/30                                        |                                                         | um 1610 | 30412 DDB  |
| weitere Bilder               | Zeißen-Viertel               | Mittershausen, Am Pfalzbach 31 LageFlur: 1, Flurstück: 107                                          |                                                         | 1832    | 30413 DDB  |
| Am Pfalzbach 33              |                              | Mittershausen, Am Pfalzbach 33 LageFlur: 1, Flurstück: 111/5                                        |                                                         | 1801    | 30418 DDB  |
| Bild gesucht BW              |                              | Mittershausen, Am Pfalzbach 45 LageFlur: 2, Flurstück: 76/1                                         | von den Gebäuden stehen nur noch Reste der Sockelmauern | um 1850 | 30419 DDB  |
| Obere Mühle                  | Obere Mühle                  | Mittershausen, Am Pfalzbach 48, Pfalzbach LageFlur: 2, Flurstück: 71/1, 71/2, 106/10, 109/4         |                                                         | 1803    | 30414 DDB  |

### Ober-Hambach
| Bild                                  | Bezeichnung                           | Lage | Beschreibung | Bauzeit | Objekt-Nr. |
| ------------------------------------- | ------------------------------------- | --- | ------------ | ------- | ---------- |
| weitere Bilder                        | Odenwaldschule                        | Ober-Hambach, Odenwaldschule 1, Im Griebelfeld, In den Hauswiesen, Odenwaldschule 2–4, 7–16, 21, 22, 27, Paul-Geheeb-Straße 19 LageFlur: 1, 2, 6, Flurstück: 2/1–2/7, 2/9, 2/10, 4/1–4/4, 4/6–4/9, 6/6, 6/13, 7/1, 7/2, 14/1, 16/4, 18/1, 18/2, 18/11, 26/2, 26/3 |              |         | 30486 DDB  |
| Ehemaliges Gasthaus „Zum Lindenstein“ | Ehemaliges Gasthaus „Zum Lindenstein“ | Ober-Hambach, Paul-Geheeb-Straße 9 LageFlur: 2, Flurstück: 27/13 |              |         | 30375 DDB  |
| Bild gesucht BW                       | Haus Merten                           | Ober-Hambach, Paul-Geheeb-Straße 14 LageFlur: 2, Flurstück: 18/2 |              | 1928/29 | 30379 DDB  |
|                                       |                                       | Ober-Hambach, Paul-Geheeb-Straße 19 LageFlur: 2, Flurstück: 4/7, 4/8 |              | um 1835 | 30376 DDB  |
|                                       |                                       | Ober-Hambach, Paul-Geheeb-Straße 25 LageFlur: 2, Flurstück: 15/36 |              |         | 30377 DDB  |
|                                       |                                       | Ober-Hambach, Paul-Geheeb-Straße 26 LageFlur: 3, Flurstück: 8/7 |              |         | 30378 DDB  |
|                                       |                                       | Ober-Hambach, Paul-Geheeb-Straße 29 LageFlur: 2, Flurstück: 23, 24/5 |              |         | 30373 DDB  |
|                                       |                                       | Ober-Hambach, Paul-Geheeb-Straße 43 LageFlur: 3, Flurstück: 4/6 |              |         | 30464 DDB  |

### Ober-Laudenbach
| Bild                                        | Bezeichnung                                 | Lage | Beschreibung | Bauzeit | Objekt-Nr. |
| ------------------------------------------- | ------------------------------------------- | --- | ------------ | ------- | ---------- |
| weitere Bilder                              | Friedhof: Grabmäler                         | Ober-Laudenbach, Am Käfernberg 9 LageFlur: 3, Flurstück: 22/26                                                                                                 |              |         | 30437 DDB  |
| Bild gesucht BW                             | Grenzsteinreihe                             | Ober-Laudenbach, Ober-Laudenbacher Straße 1, 7, 13, 17, 23, 23B, Am Kreuzberg LageFlur: 2, Flurstück: 1/5, 19/5, 25/4, 26/14, 26/15, 28/1, 28/2, 29, 30, 48/25 |              |         | 30449 DDB  |
| Ober-Laudenbacher Straße 6                  |                                             | Ober-Laudenbach, Ober-Laudenbacher Straße 6 LageFlur: 1, Flurstück: 88/4                                                                                       |              |         | 30438 DDB  |
| Ober-Laudenbacher Straße 8                  |                                             | Ober-Laudenbach, Ober-Laudenbacher Straße 8 LageFlur: 1, Flurstück: 86/1                                                                                       |              |         | 30439 DDB  |
| Ober-Laudenbacher Straße 15                 |                                             | Ober-Laudenbach, Ober-Laudenbacher Straße 15 LageFlur: 2, Flurstück: 16, 17                                                                                    |              | um 1800 | 30440 DDB  |
| Bild gesucht BW                             |                                             | Ober-Laudenbach, Ober-Laudenbacher Straße 17 LageFlur: 2, Flurstück: 19/5                                                                                      |              |         | 30441 DDB  |
| Ober-Laudenbacher Straße 22                 |                                             | Ober-Laudenbach, Ober-Laudenbacher Straße 22 LageFlur: 1, Flurstück: 79/4                                                                                      |              |         | 30442 DDB  |
| Lehrerwohnhaus                              | Alte Schule/Lehrerwohnhaus                  | Ober-Laudenbach, Ober-Laudenbacher Straße 26 / 26A LageFlur: 1, Flurstück: 61/7, 61/8                                                                          |              |         | 30443 DDB  |
| Kapelle zur Unbefleckten Empfängnis Mariens | Kapelle zur Unbefleckten Empfängnis Mariens | Ober-Laudenbach, Ober-Laudenbacher Straße 32 LageFlur: 1, Flurstück: 58/9                                                                                      |              | 1904/05 | 30451 DDB  |
| Prinzenstein                                | Prinzenstein                                | Ober-Laudenbach, Ober-Laudenbacher Straße 32 LageFlur: 1, Flurstück: 58/9                                                                                      |              | 1850    | 30444 DDB  |
| Gefallenen-Ehrenmal                         | Gefallenen-Ehrenmal                         | Ober-Laudenbach, Ober-Laudenbacher Straße 32 LageFlur: 1, Flurstück: 58/9                                                                                      |              | 1926    | 30450 DDB  |
| Ober-Laudenbacher Straße 38                 |                                             | Ober-Laudenbach, Ober-Laudenbacher Straße 38 LageFlur: 1, Flurstück: 58/7                                                                                      |              |         | 30445 DDB  |
| Ober-Laudenbacher Straße 39                 |                                             | Ober-Laudenbach, Ober-Laudenbacher Straße 39 LageFlur: 2, Flurstück: 48/29                                                                                     |              |         | 30446 DDB  |
| Ober-Laudenbacher Straße 46                 |                                             | Ober-Laudenbach, Ober-Laudenbacher Straße 46 LageFlur: 1, Flurstück: 40/1                                                                                      |              | 1825/26 | 30447 DDB  |
| Ehemals Ecksteinsches Haus                  | Ehemals Ecksteinsches Haus                  | Ober-Laudenbach, Ober-Laudenbacher Straße 55 LageFlur: 2, Flurstück: 60/20                                                                                     |              |         | 30448 DDB  |

### Scheuerberg
| Bild                       | Bezeichnung                | Lage                                                               | Beschreibung | Bauzeit | Objekt-Nr. |
| -------------------------- | -------------------------- | ------------------------------------------------------------------ | ------------ | ------- | ---------- |
| Bild gesucht BW            | Gesamtanlage Ortskern      | Scheuerberg, Am Pfalzbach Lage                                     |              |         | 30425 DDB  |
| Gasthaus „Steinschlößchen“ | Gasthaus „Steinschlößchen“ | Scheuerberg, Am Pfalzbach 61 LageFlur: 4, Flurstück: 61/1          |              | 1808    | 30422 DDB  |
| Bild gesucht BW            |                            | Scheuerberg, Am Pfalzbach 73 / 75 LageFlur: 4, Flurstück: 87/3, 91 |              | um 1750 | 30424 DDB  |
| Bild gesucht BW            | Ehemals Alt-Werners-Hube   | Scheuerberg, Am Pfalzbach 79 LageFlur: 4, Flurstück: 70/6          |              | 1811    | 30423 DDB  |

### Sonderbach
| Bild                | Bezeichnung         | Lage                                                                        | Beschreibung | Bauzeit | Objekt-Nr. |
| ------------------- | ------------------- | --------------------------------------------------------------------------- | ------------ | ------- | ---------- |
| Gefallenen-Ehrenmal | Gefallenen-Ehrenmal | Sonderbach, Am Sonderbach, Im Bangert LageFlur: 1, 2, Flurstück: 33/9, 32/5 |              | um 1925 | 30432 DDB  |
| Wegekreuz           | Wegekreuz           | Sonderbach, Am Sonderbach 40 LageFlur: 1, Flurstück: 20/10                  |              | 1824    | 30430 DDB  |
| Am Sonderbach 43    |                     | Sonderbach, Am Sonderbach 43 LageFlur: 1, Flurstück: 14/5                   |              | 1862    | 30426 DDB  |
| Bild gesucht BW     |                     | Sonderbach, Am Sonderbach 50 LageFlur: 1, Flurstück: 24/9                   |              | um 1800 | 30431 DDB  |
| Am Sonderbach 57    |                     | Sonderbach, Am Sonderbach 57 LageFlur: 1, Flurstück: 5/32                   |              | 1892    | 30427 DDB  |
| Alte Schule         | Alte Schule         | Sonderbach, Am Sonderbach 59 LageFlur: 1, Flurstück: 5/19                   |              | 1879    | 30433 DDB  |
| Bild gesucht BW     |                     | Sonderbach, Am Sonderbach 66 LageFlur: 2, Flurstück: 31/11                  |              | 1852    | 30434 DDB  |
| Am Sonderbach 67    |                     | Sonderbach, Am Sonderbach 67 LageFlur: 1, Flurstück: 5/24                   |              | 1879    | 30428 DDB  |
| Am Sonderbach 71    |                     | Sonderbach, Am Sonderbach 71 LageFlur: 1, Flurstück: 2/4                    |              | um 1750 | 30429 DDB  |
| Erbacher Weg 8      |                     | Sonderbach, Erbacher Weg 8 LageFlur: 2, Flurstück: 10/11                    |              | um 1800 | 30435 DDB  |
| Kreiswaldweg 2      |                     | Sonderbach, Kreiswaldweg 2 LageFlur: 1, Flurstück: 23/5                     |              | 1832    | 30436 DDB  |

### Unter-Hambach
| Bild                         | Bezeichnung                                            | Lage                                                                                 | Beschreibung | Bauzeit | Objekt-Nr. |
| ---------------------------- | ------------------------------------------------------ | ------------------------------------------------------------------------------------ | ------------ | ------- | ---------- |
| Feldkreuz                    | Feldkreuz                                              | Unter-Hambach, Auf die Höhe LageFlur: 1, Flurstück: 112/37                           |              | 1799    | 30488 DDB  |
| Unteres Kreuz                | Unteres Kreuz                                          | Unter-Hambach, Burgweg (Ecke In der Wasserschöpp) LageFlur: 3, Flurstück: 113/3      |              | 1883    | 30388 DDB  |
| Bildstock                    | Bildstock                                              | Unter-Hambach, Burgweg 12 LageFlur: 3, Flurstück: 109/11                             |              |         | 30389 DDB  |
| Bild gesucht BW              | Gesamtanlage Hambacher Tal/Burgweg/In der Wasserschöpp | Unter-Hambach, Burgweg, Hambacher Tal, In der Wasserschöpp Lage                      |              |         | 30403 DDB  |
| Gefallenen-Gedächtniskapelle | Gefallenen-Gedächtniskapelle                           | Unter-Hambach, Hambacher Tal (nach Nr. 143) LageFlur: 2, Flurstück: 225/5            |              | 1929    | 30394 DDB  |
| Oberes Kreuz                 | Oberes Kreuz                                           | Unter-Hambach, Hambacher Tal (nach Nr. 163) LageFlur: 2, Flurstück: 195/6            |              | um 1900 | 30397 DDB  |
| Schlangenhaus                | Schlangenhaus                                          | Unter-Hambach, Hambacher Tal 50 LageFlur: 3, Flurstück: 336/4                        |              | 1792    | 30380 DDB  |
| Hambacher Tal 84             |                                                        | Unter-Hambach, Hambacher Tal 84 LageFlur: 3, Flurstück: 281/1                        |              | um 1800 | 30381 DDB  |
|                              |                                                        | Unter-Hambach, Hambacher Tal 89 LageFlur: 3, Flurstück: 240/4                        |              |         | 30390 DDB  |
| Hambacher Tal 97             |                                                        | Unter-Hambach, Hambacher Tal 97 LageFlur: 3, Flurstück: 231/6                        |              |         | 30382 DDB  |
| Hambacher Tal 110            |                                                        | Unter-Hambach, Hambacher Tal 110 LageFlur: 3, Flurstück: 205/3                       |              | um 1800 | 30383 DDB  |
| Gefallenen-Ehrenmal          | Gefallenen-Ehrenmal                                    | Unter-Hambach, Hambacher Tal 124 LageFlur: 2, Flurstück: 149/6                       |              | 1885    | 30391 DDB  |
| Kath. Pfarrhaus              | Kath. Pfarrhaus                                        | Unter-Hambach, Hambacher Tal 141 LageFlur: 2, Flurstück: 307/3                       |              | 1886    | 30392 DDB  |
| weitere Bilder               | Kath. Pfarrkirche St. Michael                          | Unter-Hambach, Hambacher Tal 143, Hambacher Tal LageFlur: 2, Flurstück: 306/2, 307/2 |              |         | 30393 DDB  |
| Bild gesucht BW              |                                                        | Unter-Hambach, Hambacher Tal 147 LageFlur: 2, Flurstück: 221/6                       |              |         | 30384 DDB  |
| Guter Hirte                  | Guter Hirte                                            | Unter-Hambach, Hambacher Tal 148 LageFlur: 2, Flurstück: 163/2                       |              | 1892    | 30395 DDB  |
| Hambacher Tal 160            |                                                        | Unter-Hambach, Hambacher Tal 160 LageFlur: 2, Flurstück: 175/4                       |              |         | 30385 DDB  |
| Hl. Nepomuk                  | Hl. Nepomuk                                            | Unter-Hambach, Hambacher Tal 172 LageFlur: 2, Flurstück: 191/3                       |              |         | 30398 DDB  |
| Bild gesucht BW              | Ehemalige Mitschmühle                                  | Unter-Hambach, Hambacher Tal 181 LageFlur: 1, Flurstück: 20/1                        |              |         | 30386 DDB  |
| Ehemalige Ließmühle          | Ehemalige Ließmühle                                    | Unter-Hambach, Hambacher Tal 190 LageFlur: 1, Flurstück: 94/3, 94/4                  |              | 1732    | 30387 DDB  |
| Bild gesucht BW              | Gesamtanlage Kernbereich Unter-Hambach                 | Unter-Hambach, Hambacher Tal, In der Kritz Lage                                      |              |         | 30404 DDB  |
| Bildstock                    | Bildstock                                              | Unter-Hambach, Herdweg (Ecke Wertheimer Straße) LageFlur: 2, Flurstück: 398/4        |              |         | 30399 DDB  |
| weitere Bilder               | Friedhof                                               | Unter-Hambach, Herdweg 3 LageFlur: 2, Flurstück: 397/1                               |              | 1872–75 | 30400 DDB  |
| Feldkreuz                    | Feldkreuz                                              | Unter-Hambach, Im oberen breiten Weg (Herdweg) LageFlur: 2, Flurstück: 40            |              | 1799    | 30401 DDB  |
| Feldkreuz                    | Feldkreuz                                              | Unter-Hambach, In dem jungen Holz LageFlur: 2, Flurstück: 237/1                      |              | 1799    | 30487 DDB  |
| In der Wasserschöpp 2        |                                                        | Unter-Hambach, In der Wasserschöpp 2 LageFlur: 3, Flurstück: 253/3                   |              | um 1550 | 30402 DDB  |

### Wald-Erlenbach
| Bild                | Bezeichnung         | Lage                                                                                       | Beschreibung | Bauzeit  | Objekt-Nr. |
| ------------------- | ------------------- | ------------------------------------------------------------------------------------------ | ------------ | -------- | ---------- |
| Friedhofskreuz      | Friedhofskreuz      | Wald-Erlenbach, Außerhalb (Wald-Erlenbach) 4 LageFlur: 1, Flurstück: 49/5                  |              | um 1960  | 30452 DDB  |
| Grenzstein          | Grenzstein          | Wald-Erlenbach, Friedhofstraße LageFlur: 1, Flurstück: 80/71                               |              | ca. 1820 | 30453 DDB  |
| Ehemalige Mühle     | Ehemalige Mühle     | Wald-Erlenbach, Hauptstraße 4, Siegfriedstraße (B 460) LageFlur: 1, Flurstück: 32/7, 81/10 |              | 1768     | 30458 DDB  |
| Hauptstraße 10      |                     | Wald-Erlenbach, Hauptstraße 10 LageFlur: 1, Flurstück: 6/2                                 |              | 1824     | 30456 DDB  |
| Hauptstraße 22      |                     | Wald-Erlenbach, Hauptstraße 22 LageFlur: 1, Flurstück: 1/4                                 |              | 1865     | 30457 DDB  |
| Gefallenen-Ehrenmal | Gefallenen-Ehrenmal | Wald-Erlenbach, Mühlwiese (an der Hauptstraße) LageFlur: 1, Flurstück: 80/81               |              | 1948     | 30455 DDB  |
| Grabstein           | Grabstein           | Wald-Erlenbach, Straßenacker (an der Friedhofstraße) LageFlur: 1, Flurstück: 49/6          |              | ca. 1950 | 30454 DDB  |
| Bild gesucht BW     |                     | Wald-Erlenbach, Wendelinusstraße 6 / 8 LageFlur: 1, Flurstück: 18/3, 19/2                  |              | 1839     | 30465 DDB  |

## Ehemalige Kulturdenkmäler
| Bild            | Bezeichnung | Lage                                                    | Beschreibung                                 | Bauzeit | Objekt-Nr. |
| --------------- | ----------- | ------------------------------------------------------- | -------------------------------------------- | ------- | ---------- |
| Bild gesucht BW | Brücke      | Ober-Hambach, Im Lehnental LageFlur: 1, Flurstück: 41/4 | Die Brücke wurde im Februar 2025 abgerissen. | 1937    | 30374 DDB  |